# Paul Dakeyo
Paul Dakeyo, né le 18 février 1948 à Bafoussam, est un poète et éditeur camerounais qui vit en France depuis 1969.

## Biographie
Le poète camerounais Paul Dakeyo, sociologue de formation, est également éditeur. En 1980, il fonde les Éditions Silex à Paris où il vit. Poète engagé, Dakeyo a réalisé une œuvre poétique forte de plusieurs recueils. Il mène un combat militant sur plusieurs fronts, aussi bien en Afrique qu’en Amérique latine. Il est perçu comme celui qui s'est élevé avec sa plume contre ceux qui ont tué Patrice Lumumba, Amílcar Cabral, Salvador Allende ou Steve Biko.
Dakeyo a publié plusieurs titres dont Les Barbelés du Matin (1973), Chant d'accusation (1976), Soweto ! Soleils Fusillés (1977), et La Femme Où J'ai Mal (1989), Les ombres de la nuit et Moroni, cet exil, dernier titre de cette trilogie. Il a édité, en collaboration avec d'autres auteurs, trois anthologies de la poésie africaine : l'Aube d'un nouveau jour (1981), consacré aux poètes sud-africains, Poèmes de demain, anthologie de la poésie camerounaise et Poésie d'un continent, anthologie de poésie africaine.
La maison d'édition Panafrika / Silex / Nouvelles du Sud est aujourd'hui basée à Dakar et publie une quinzaine d'ouvrages par an.

## Œuvre poétique
- Les Barbelés du matin, Saint-Germain-des-Prés, Paris, 1973
- Le Cri pluriel, Saint-Germain-des-Prés, Paris, 1976
- Chant d’accusation, Saint- Germain-des-Prés, Paris, 1976
- Espace carcéral, Saint- Germain-des-Prés, Paris, 1976
- Soweto, Soleils fusillés, Droit et Liberté, Paris, 1977
- J’appartiens au grand jour, Saint-Germain-des-Prés, Paris, 1979
- La Femme où j’ai mal, Silex, Paris, 1989
- Les Ombres de la nuit, Paris, Nouvelles du Sud, 1994
- Moroni, cet exil, Silex/Nouvelles du Sud, Yaoundé, 2002